# Сент-Форт, Халифа
Халифа Халима Сент-Форт (англ. Khalifa Halima St. Fort; род. 13 февраля 1998, Майами, Флорида) — тринидадская легкоатлетка, специалистка по бегу на короткие дистанции. Выступает за сборную Тринидада и Тобаго по лёгкой атлетике с 2015 года, бронзовая призёрка чемпионата мира, обладательница двух серебряных медалей Игр Центральной Америки и Карибского бассейна, победительница и призёрка первенств национального значения, участница двух летних Олимпийских игр.

## Биография
Халифа Сент-Форт родилась 13 февраля 1998 года в городе Майами, штат Флорида, куда её мать Тамика Сент-Форт переехала из Сан-Фернандо, Тринидад и Тобаго.
Начала заниматься лёгкой атлетикой в возрасте 13 лет в одном из клубов в Мирамаре. Состояла в легкоатлетической команде во время учёбы в старшей школе St. Thomas Aquinas High School в Форт-Лодердейле, где уже показывала достаточно высокие результаты в спринтерских дисциплинах.
Первого серьёзного успеха на международном уровне добилась в сезоне 2015 года, когда вошла в состав тринидадской национальной сборной и выступила на юношеском мировом первенстве в Кали, где с результатом 11,19 выиграла серебряную медаль в зачёте бега на 100 метров. Позднее в той же дисциплине одержала победу на юниорском панамериканском первенстве в Эдмонтоне. Принимала участие и во взрослом чемпионате мира в Пекине, стартовала на предварительном квалификационном этапе эстафеты 4 × 100 метров, а в финале её соотечественницы финишировали третьими.
В 2016 году в 100-метровой дисциплине завоевала бронзовую награду на юниорском мировом первенстве в Быдгоще. Благодаря череде успешных выступлений удостоилась права защищать честь страны на летних Олимпийских играх в Рио-де-Жанейро — в финале эстафеты 4 × 100 метров стала пятой.
В 2017 году отметилась выступлением на чемпионате мира по эстафетному бегу в Нассау, выиграла 100 метров на юниорском панамериканском первенстве в Трухильо, бежала 100 метров и эстафету 4 × 100 метров на чемпионате мира в Лондоне.
В 2018 году на Играх Содружества в Голд-Косте была шестой и четвёртой в индивидуальном беге на 100 метров и в эстафете 4 × 100 метров соответственно. В тех же дисциплинах получила серебро на Играх Центральной Америки и Карибского бассейна в Барранкилье. Стартовала в 100-метровой дисциплине на чемпионате NACAC в Торонто, став в финале шестой.
В 2021 году принимала участие в Олимпийских играх в Токио — в программе эстафеты 4 × 100 метров вместе с соотечественницами не смогла преодолеть предварительный квалификационный этап.
В 2022 году выступала на Играх Содружества в Бирмингеме и на чемпионате Северной и Центральной Америки и Карибского бассейна (чемпионате NACAC) во Фрипорте.